# Неймовірні пригоди Гарольда Фрая
«Неймовірні пригоди Гарольда Фрая» (англ. The Unlikely Pilgrimage of Harold Fry) — це британський драматичний фільм 2023 року, знятий режисеркою Хетті Макдональд за мотивами однойменного роману Рейчел Джойс (2012 рік). У фільмі знялися Джим Бродбент і Пенелопа Вілтон.
«Неймовірні пригоди Гарольда Фрая» був випущений компанією eOne у Великій Британії 28 квітня 2023 року. Ця кінострічка стала останньою для британського підрозділу компанії Entertainment One, який припинив свою діяльність 20 липня 2023 року.

## Сюжет
У помешканні літнього подружжя Гарольда (Джим Бродбент) та Морін (Пенелопа Вілтон) панує тиша, нудьга та роздратування. Гарольд отримує листа від давньої колеги та подруги Куїні. Вона доживає останні дні у хоспісі й захотіла сповістити про це. Чоловік пише формального листа з належними у таких випадках словами, однак вагається і так і не відправляє його. Випадкова коротка розмова змінює наміри Гарольда. Він вирішує пішки здолати шлях у майже 1000 кілометрів, прийти до Куїні та підтримати її. Довга та виснажлива дорога дасть змогу обміркувати та переосмислити минуле.

## У ролях
| Актор             | Роль                  |
| ----------------- | --------------------- |
| Джим Бродбент     | Гарольд Фрай          |
| Адам Джексон-Сміт | молодий Гарольда Фрая |
| Пенелопа Вілтон   | Морін Фрай            |
| Бетан Куллінан    | молода Морін Фрай     |
| Лінда Бассетт     | Куїні Хеннесі         |
| Джозеф Майделл    | Рекс                  |
| Ерл Кейв          | Девід Фрай            |
| Моніка Госсман    | Мартіна               |
| Маанув Тіара      | Мік                   |
| Деніел Фрогсон    | Вілф                  |
| Наомі Віртнер     | Кейт                  |
| Клер Рашбрук      | дружина Фермера       |
| Ієн Портер        | онколог Джим          |
| Джой Річардсон    | сестра Філомена       |
| Сем Лі            | співак                |

## Виробництво
Режисером фільму виступила Хетті Макдональд, оператором-постановником – Кейт Маккалоу. Продюсерами фільму стали Кевін Лоадер, Джульєт Доулінг і Мерилін Мілгром ,за підтримки Film4 і BFI. Фінансування забезпечили Embankment Films, BFI та Ingenious. У 2021 році цей проєкт став найбільшою інвестицією BFI у новий фільм.

### Кастинг
Бродбент був затверджений на роль Гарольда в лютому 2021 року. Бродбент має попередній досвід співпраці з автором книги. Вони разом працювали над аудіокнигою, а також над театральною постановкою «Зимова казка» в 1987 році в театрі Крусібл в Шеффілді, де Джойс зіграла роль Пердіти, а Бродбент – роль Леонта. У червні 2021 року до акторського складу фільму увійшла Пенелопа Вілтон.

### Зйомки
Знімальний період розпочався у вересні 2021 року в Девоні. Зйомки в Девоні проходили в таких місцевостях, як Кінгсбридж, Лоддісвелл, Південний Брент, Хайгер Дін, Бакфаст, Ексетер, Тівертон та Епплдор. Зйомки також відбувалися у таких населених пунктах: Баті (Сомерсет), Глостершир, Ріплі (Дербішир), на межі Вейкфілда і Дьюсбері, а також Шеффілда (Йоркшир), Дарлінгтон, Харрогіт, Саут-Стейні, Скіптон-он-Свейл та Норталлертон.

### Саундтрек
Саундтрек до фільму містить дві оригінальні пісні, автором музики та слів яких є Сем Лі.